# Équipe de Suisse de football en 2008
Cet article présente l'année 2008 pour l'équipe de Suisse de football.

## Bilan
|           | Nombre de matchs | Victoires | Défaites | Matchs nuls | Buts marqués | Buts encaissés |
| Domicile  | 8                | 6         | 2        | 0           | 13           | 8              |
| Extérieur | 2                | 0         | 1        | 1           | 4            | 5              |
| Neutre    | 3                | 1         | 2        | 0           | 4            | 3              |
| Total     | 13               | 7         | 5        | 1           | 21           | 16             |

## Effectif
| Sélectionneur | Sélectionneur        | Ottmar Hitzfeld           | Ottmar Hitzfeld   | Ottmar Hitzfeld         |
| N°            | Nom                  | Date de Naissance         | Sélections (buts) | Club                    |
| Gardiens      |                      |                           |                   |                         |
| 1             | Diego Benaglio       | 8 septembre 1983 (25 ans) | 12 (0)            | VfL Wolfsburg           |
| 21            | Eldin Jakupović      | 2 octobre 1984 (24 ans)   | 1 (0)             | Grasshopper-Club Zurich |
| 18            | Pascal Zuberbühler   | 8 janvier 1971 (37 ans)   | 51 (0)            | Fulham FC               |
| Défenseurs    |                      |                           |                   |                         |
| 2             | Johan Djourou        | 18 janvier 1987 (21 ans)  | 17 (1)            | Arsenal FC              |
| 13            | Stéphane Grichting   | 30 mars 1979 (29 ans)     | 18 (0)            | AJ Auxerre              |
| 5             | Stephan Lichtsteiner | 16 janvier 1984 (25 ans)  | 12 (0)            | Lazio Rome              |
| 3             | Ludovic Magnin       | 20 avril 1979 (29 ans)    | 50 (3)            | VfB Stuttgart           |
| 20            | Patrick Müller       | 17 décembre 1976 (31 ans) | 78 (3)            | AS Monaco               |
| 4             | Philippe Senderos    | 14 février 1985 (23 ans)  | 28 (3)            | Milan AC                |
| 17            | Christoph Spycher    | 30 mars 1978 (30 ans)     | 39 (0)            | Eintracht Francfort     |
| 23            | Philipp Degen        | 25 février 1983 (25 ans)  | 30 (0)            | Liverpool FC            |
| Milieux       |                      |                           |                   |                         |
| 19            | Valon Behrami        | 19 avril 1985 (23 ans)    | 16 (2)            | West Ham                |
| 7             | Ricardo Cabanas      | 17 janvier 1979 (29 ans)  | 49 (4)            | Grasshopper Zurich      |
| 15            | Gelson Fernandes     | 2 septembre 1986 (22 ans) | 8 (0)             | Manchester City         |
| 6             | Benjamin Huggel      | 7 juillet 1977 (30 ans)   | 25 (0)            | FC Bâle                 |
| 8             | Gokhan Inler         | 27 juin 1984 (24 ans)     | 17 (1)            | Udinese                 |
| 10            | Hakan Yakın          | 22 février 1977 (31 ans)  | 66 (15)           | Al Gharrafa Doha        |
| Attaquants    |                      |                           |                   |                         |
| 16            | Tranquillo Barnetta  | 22 mai 1985 (23 ans)      | 32 (6)            | Bayer Leverkusen        |
| 9             | Alexander Frei       | 15 juillet 1979 (29 ans)  | 62 (36)           | Borussia Dortmund       |
| 14            | Daniel Gygax         | 28 août 1981 (27 ans)     | 34 (5)            | FC Metz                 |
| 22            | Johan Vonlanthen     | 1er février 1986 (22 ans) | 30 (6)            | Racing Santander        |
| 11            | Marco Streller       | 18 juin 1981 (27 ans)     | 28 (11)           | FC Bâle                 |
| 12            | Eren Derdiyok        | 12 juin 1988 (20 ans)     | 3 (1)             | FC Bâle                 |

## Matchs et résultats
| Match amical                                       | Angleterre                      | 2 - 1   | Suisse       | Wembley, Londres                             |                                              |
| 6 février 2008 · 20h00 · Historique des rencontres | Jenas 40e · Wright-Phillips 62e | (1 - 0) | 58e Derdiyok | Spectateurs : 86 857 Arbitrage : Felix Brych | Spectateurs : 86 857 Arbitrage : Felix Brych |
| 6 février 2008 · 20h00 · Historique des rencontres | Rapport                         |         |              | Spectateurs : 86 857 Arbitrage : Felix Brych | Spectateurs : 86 857 Arbitrage : Felix Brych |

| Match amical                                     | Suisse  | 0 - 4   | Allemagne                                | Parc Saint-Jacques, Bâle                        |                                                 |
| 26 mars 2008 · 20h45 · Historique des rencontres |         | (0 - 1) | 23e Klose · 61e 67e Gómez · 89e Podolski | Spectateurs : 38 500 Arbitrage : Eric Braamhaar | Spectateurs : 38 500 Arbitrage : Eric Braamhaar |
| 26 mars 2008 · 20h45 · Historique des rencontres | Rapport |         |                                          | Spectateurs : 38 500 Arbitrage : Eric Braamhaar | Spectateurs : 38 500 Arbitrage : Eric Braamhaar |

| Match amical                                    | Suisse                 | 2 - 0   | Slovaquie | Cornaredo, Lugano                           |                                             |
| 24 mai 2008 · 18h00 · Historique des rencontres | Behrami 56e · Frei 63e | (0 - 0) |           | Spectateurs : 10 150 Arbitrage : Alan Kelly | Spectateurs : 10 150 Arbitrage : Alan Kelly |
| 24 mai 2008 · 18h00 · Historique des rencontres | Rapport                |         |           | Spectateurs : 10 150 Arbitrage : Alan Kelly | Spectateurs : 10 150 Arbitrage : Alan Kelly |

| Match amical                                    | Suisse                        | 3 - 0   | Liechtenstein | AFG Arena, Saint-Gall                          |                                                |
| 30 mai 2008 · 20h30 · Historique des rencontres | Frei 24e 31e · Vonlanthen 68e | (2 - 0) |               | Spectateurs : 18 000 Arbitrage : Olivier Thual | Spectateurs : 18 000 Arbitrage : Olivier Thual |
| 30 mai 2008 · 20h30 · Historique des rencontres | Rapport                       |         |               | Spectateurs : 18 000 Arbitrage : Olivier Thual | Spectateurs : 18 000 Arbitrage : Olivier Thual |

| Euro 2008 - phase de poules                     | Suisse  | 0 - 1   | Tchéquie    | Parc Saint-Jacques, Bâle                         |                                                  |
| 7 juin 2008 · 18h00 · Historique des rencontres |         | (0 - 0) | 71e Svěrkoš | Spectateurs : 39 730 Arbitrage : Roberto Rosetti | Spectateurs : 39 730 Arbitrage : Roberto Rosetti |
| 7 juin 2008 · 18h00 · Historique des rencontres | Rapport |         |             | Spectateurs : 39 730 Arbitrage : Roberto Rosetti | Spectateurs : 39 730 Arbitrage : Roberto Rosetti |

| Euro 2008 - phase de poules                      | Suisse    | 1 - 2   | Turquie                   | Parc Saint-Jacques, Bâle                      |                                               |
| 11 juin 2008 · 20h45 · Historique des rencontres | Yakın 32e | (1 - 0) | 57e Şentürk · 90+3e Turan | Spectateurs : 39 730 Arbitrage : Ľuboš Micheľ | Spectateurs : 39 730 Arbitrage : Ľuboš Micheľ |
| 11 juin 2008 · 20h45 · Historique des rencontres | Rapport   |         |                           | Spectateurs : 39 730 Arbitrage : Ľuboš Micheľ | Spectateurs : 39 730 Arbitrage : Ľuboš Micheľ |

| Euro 2008 - phase de poules                      | Suisse               | 2 - 0   | Portugal | Parc Saint-Jacques, Bâle                       |                                                |
| 15 juin 2008 · 20h45 · Historique des rencontres | Yakın 71e 83e (pen.) | (0 - 0) |          | Spectateurs : 39 730 Arbitrage : Konrad Plautz | Spectateurs : 39 730 Arbitrage : Konrad Plautz |
| 15 juin 2008 · 20h45 · Historique des rencontres | Rapport              |         |          | Spectateurs : 39 730 Arbitrage : Konrad Plautz | Spectateurs : 39 730 Arbitrage : Konrad Plautz |

| Match amical                                     | Suisse                                            | 4 - 1   | Chypre       | Stade de Genève, Genève                        |                                                |
| 20 août 2008 · 20h45 · Historique des rencontres | Stocker 8e · Yakın 27e · Nef 72e · Vonlanthen 81e | (2 - 1) | 34e Makridis | Spectateurs : 14 500 Arbitrage : Darko Ceferin | Spectateurs : 14 500 Arbitrage : Darko Ceferin |
| 20 août 2008 · 20h45 · Historique des rencontres | Rapport                                           |         |              | Spectateurs : 14 500 Arbitrage : Darko Ceferin | Spectateurs : 14 500 Arbitrage : Darko Ceferin |

| Éliminatoires CM 2010                                | Israël                     | 2 - 2   | Suisse                | Stade Ramat Gan, Tel Aviv                       |                                                 |
| 6 septembre 2008 · 20h55 · Historique des rencontres | Benayoun 73e · Sahar 90+2e | (0 - 1) | 45e Yakın · 55e Nkufo | Spectateurs : 31 236 Arbitrage : Martin Hansson | Spectateurs : 31 236 Arbitrage : Martin Hansson |
| 6 septembre 2008 · 20h55 · Historique des rencontres | Rapport                    |         |                       | Spectateurs : 31 236 Arbitrage : Martin Hansson | Spectateurs : 31 236 Arbitrage : Martin Hansson |

| Éliminatoires CM 2010                                 | Suisse    | 1 - 2   | Luxembourg                | Stade du Letzigrund, Zurich                      |                                                  |
| 10 septembre 2008 · 20h30 · Historique des rencontres | Nkufo 43e | (1 - 1) | 28e Strasser · 84e Leweck | Spectateurs : 20 500 Arbitrage : Dejan Filipovic | Spectateurs : 20 500 Arbitrage : Dejan Filipovic |
| 10 septembre 2008 · 20h30 · Historique des rencontres | Rapport   |         |                           | Spectateurs : 20 500 Arbitrage : Dejan Filipovic | Spectateurs : 20 500 Arbitrage : Dejan Filipovic |

| Éliminatoires CM 2010                               | Suisse               | 2 - 1   | Lettonie    | AFG Arena, Saint-Gall                                           |                                                                 |
| 11 octobre 2008 · 17h45 · Historique des rencontres | Frei 63e · Nkufo 73e | (0 - 0) | 71e Ivanovs | Spectateurs : 18 026 Arbitrage : Batista Lucilio Cardoso Cortez | Spectateurs : 18 026 Arbitrage : Batista Lucilio Cardoso Cortez |
| 11 octobre 2008 · 17h45 · Historique des rencontres | Rapport              |         |             | Spectateurs : 18 026 Arbitrage : Batista Lucilio Cardoso Cortez | Spectateurs : 18 026 Arbitrage : Batista Lucilio Cardoso Cortez |

| Éliminatoires CM 2010                               | Grèce          | 1 - 2   | Suisse               | Stade Karaiskaki, Le Pirée                             |                                                        |
| 15 octobre 2008 · 21h30 · Historique des rencontres | Charisteas 68e | (0 - 1) | 42e Frei · 77e Nkufo | Spectateurs : 30 000 Arbitrage : Luis Medina Cantalejo | Spectateurs : 30 000 Arbitrage : Luis Medina Cantalejo |
| 15 octobre 2008 · 21h30 · Historique des rencontres | Rapport        |         |                      | Spectateurs : 30 000 Arbitrage : Luis Medina Cantalejo | Spectateurs : 30 000 Arbitrage : Luis Medina Cantalejo |

| Match amical                                         | Suisse      | 1 - 0   | Finlande | AFG Arena, Saint-Gall                            |                                                  |
| 19 novembre 2008 · 20h30 · Historique des rencontres | Ziegler 84e | (0 – 0) |          | Spectateurs : 11 500 Arbitrage : Alexey Kulbakov | Spectateurs : 11 500 Arbitrage : Alexey Kulbakov |
| 19 novembre 2008 · 20h30 · Historique des rencontres | Rapport     |         |          | Spectateurs : 11 500 Arbitrage : Alexey Kulbakov | Spectateurs : 11 500 Arbitrage : Alexey Kulbakov |

## Classement des buteurs
| Buteur           | Compétition officielle | Matchs amicaux | Total |
| ---------------- | ---------------------- | -------------- | ----- |
| Hakan Yakin      | 4                      | 1              | 5     |
| Alexander Frei   | 2                      | 3              | 5     |
| Blaise Nkufo     | 4                      | 0              | 4     |
| Johan Vonlanthen | 0                      | 2              | 2     |
| Valon Behrami    | 0                      | 1              | 1     |
| Eren Derdiyok    | 0                      | 1              | 1     |
| Alain Nef        | 0                      | 1              | 1     |
| Valentin Stocker | 0                      | 1              | 1     |
| Reto Ziegler     | 0                      | 1              | 1     |